# Piolet

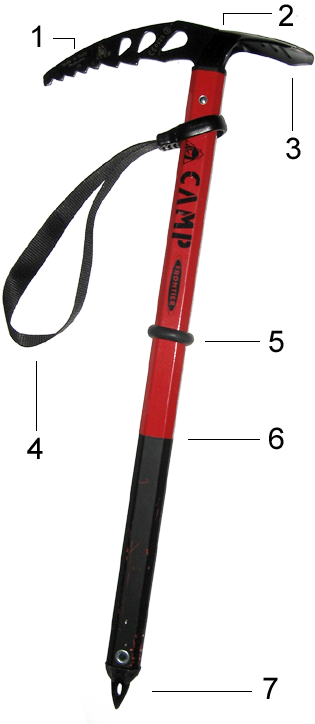
Piolet

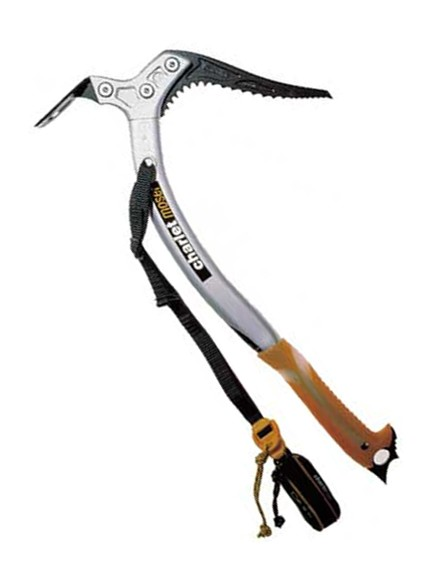
Piolet de tracção

Piolet é um galicismo que designa um acessório polivalente do alpinismo e um dos equipamento de base. É o instrumento que vai de par com os crampões. Quando bem enterrado na neve ou gelo pode suportar um peso de 300 kg. 
Na cascata de gelo emprega-se um piolet mais específico chamado piolet de tracção pois é sobre eles que se tira com os braços par se elevar todo o corpo. A característica é ser muito mais ergonómico e mais pequeno que um piolet normal, mais leve, a lamina é muito mais fina, mais encurvada e mais resistente.
Semelhante a uma picareta, o piolet tem uma forma estudada pois a:
- 1- lâmina - aguçada e curva, serve para perfurar facilmente o gelo
- 2- cabeça - plana, serve para se apoiar a mão numa subida de grande inclinação
- 3- espátula - achatada, serve para cavar degraus na neve dura
- 4- dragona - onde se mete a mão, para o manter seguro mesmo quando não agarrado pela mão pois fica suspenso no punho ou braço
- 5- anel - para impedir que a dragona não desça mais
- 6- cabo - revestido de borracha para escorregar menos da mão
- 7- pico - para meter o piolet na neve para dar estabilidade, equilíbrio e segurança.